# Korspriselasticitet
Korspriselasticitet eller korselasticitet (XED) är ett nationalekonomiskt mått som visar hur efterfrågan av en vara påverkas av en prisförändring av en annan vara.
Korspriselasticiteten räknas ut genom följande formel:
XED = {\displaystyle {\frac {\Delta Q_{d}}{\Delta P}}}där täljaren motsvarar vara X och nämnaren vara Y
Substitutvaror har ett positivt värde och komplementvaror ett negativt.